# Rio Ghindăoani
O Rio Ghindăoani é um rio da Romênia, afluente do Valea Mare, localizado no distrito de Neamţ.